# Plamen mira

Plamen mira (njem. Flamme des Friedens), je svjetska neprofitna i neovisna organizacija za promidžbu svjetskog mira.

## O udruzi
Sjedište udruge u kojoj rade isključivo volonteri je u Beču. Registrirana je u registru Bečkih udruga. Osnivačica je ujedno i predsjednica udruge Plamen mira, Herta Margarete Habsburg-Lothringen. Potpredsjednik je njezin suprug, Sandor Habsburg-Lothringen. Za veleposlanike mira imenovane su većinom osobe iz javnog života koje se zalažu za mir. Spomenici Plamena mira nalaze se diljem svijeta. Oni služe kao simbol za očuvanje svjetskog mira.

## Vanjske poveznice
- Službena stranica  Arhivirana inačica izvorne stranice od 1. prosinca 2017. (Wayback Machine) (engl.)